# 婦羅理站
婦羅理站（日语：／ Furari eki */?）是位於北海道根室市齒舞2丁目（開業當時位於根室支廳花咲郡齒舞村），根室拓殖鐵道的鐵路車站（廢站）。

## 歷史
- 1929年（昭和4年）
  - 10月16日 - 根室拓殖軌道根室站至此站之間開通，此終點站啟用。
  - 12月27日 - 此站至齒舞站之間開業，成為中途站。
- 1945年（昭和20年）4月1日 - 成為根室拓殖鐵道車站。
- 1959年（昭和34年）6月20日 - 車站被廢除。

## 車站周邊
車站附近設有在1962年（昭和37年）還在作業的雪印乳業齒舞工場。工場遺址建設了齒舞新光會館。車站鄰近根室交通納沙布線婦羅理巴士站。

## 相鄰車站
根室拓殖鐵道
根室拓殖鐵道線
沖根婦－（沖根部臨時乘降場）－（引臼臨時乘降場）－婦羅理－齒舞

## 注腳
1. 1 2  根室拓殖鉄道の軌道跡調査 その２ 婦羅理駅付近 （页面存档备份，存于）（日語）
2. ↑  廃線探索 根室拓殖鉄道 （页面存档备份，存于）（日語）

## 相關項目
- 日本鐵路車站列表 Fu